# 埃里克·瑟谢尔-彼得森
埃里克·瑟谢尔-彼得森（瑞典語：Erik Sökjer-Petersén，1887年12月4日—1967年4月17日），瑞典男子射击运动员。他曾代表瑞典参加1912年和1920年夏季奥林匹克运动会射击比赛，获得一枚铜牌。